# سحابة غبار بين كوكبية

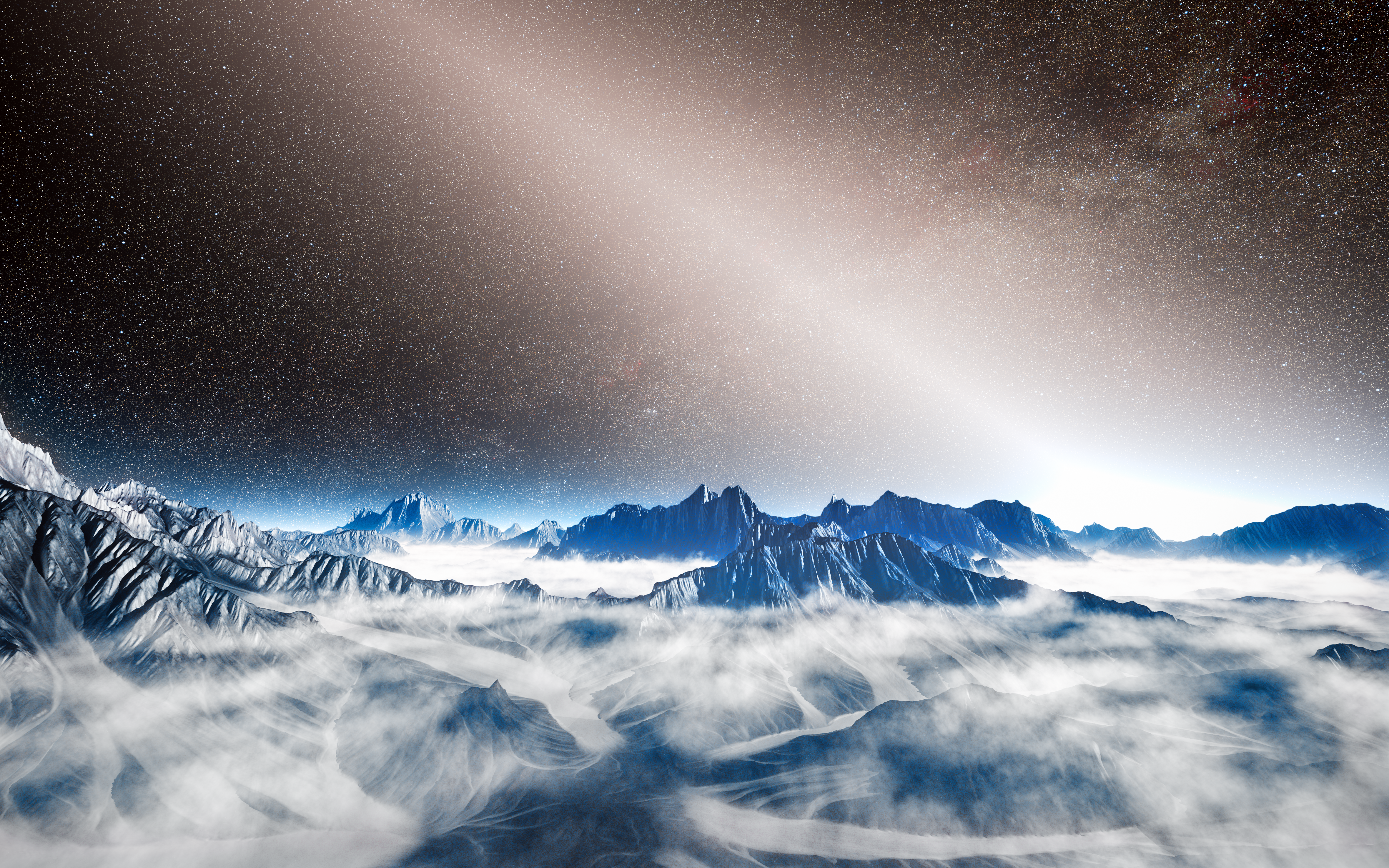

سحابة غبار بين كوكبية (بالإنجليزية: Interplanetary dust cloud)، أو السحابة البروجية (بالإنجليزية: Zodiacal cloud)، وهي سحابة مكونة من الغبار الكوني، أي الجسيمات الصغيرة المنتشرة في الفضاء الخارجي، وتتخلل هذه السحابة الفضاء الموجود بين الكواكب في الأنظمة الكوكبية مثل المجموعة الشمسية. درس العلماء هذا النظام المكون من الجسيمات لسنوات عديدة لفهم طبيعته، وأصله، وعلاقته بالأجرام الكبيرة.
تلعب سحابة الغبار بين الكوكبية دورًا في تشتيت أشعة الشمس في مجموعتنا الشمسية، بالإضافة إلى انبعاث الإشعاع الحراري منها، وهي أكثر السمات البارزة في إشعاع سماء الليل بأطوال موجية تتراوح بين 5 إلى 50 ميكرومترًا. عادةً ما يتراوح حجم جسيمات الحبيبات التي تتسم بإصدارها للأشعة تحت الحمراء بالقرب مدار كوكب الأرض بين 10 إلى 100 ميكرومتر.
تتساوى الكتلة الكلية لسحابة الغبار تقريبًا مع كتلة كويكب بنصف قطر 15 كيلومترًا، وبكثافة 2.5 جرام لكل سنتيمتر مكعب. تتداخل سحابة الغبار مع دائرة البروج على طول مسار الشمس، ويمكن رؤيتها كما نرى الضوء البروجي في السماء غير القمرية والسماء المظلمة بطبيعتها، وتُرى بأفضل طريقة عند النظر في اتجاه الشمس خلال فترة الشفق الفلكي.
ربطت مرصودات مركبة بيونير الفضائية، خلال سبعينيات القرن العشرين، بين الضوء البروجي وسحابة الغبار بين الكوكبية في مجموعتنا الشمسية. صُمم عداد فنيشيا برني الطلابي للغبار (VBSDC)، الموجود على متن مسبار نيو هورايزونز، لرصد آثار السحابة البروجية على مجموعتنا الشمسية.

## الأصل
تتضمن مصادر جسيمات الغبار بين الكوكبي (IDPs) على الأقل: اصطدامات الكويكبات، وأنشطة المذنبات واصطداماتها بالمجموعة الشمسية الداخلية، واصطدامات حزام كايبر، وحبيبات الوسط بين النجمي. وفي الواقع، يعتبر الجدال الذي يدور حول الإسهامات النسبية التي ساهمت بها اصطدامات الكويكبات وأنشطة المذنبات، في سحابة الغبار بين الكوكبية، أحد أطول الجدالات القائمة بين علماء المجتمع العلمي للغبار بين الكوكبي.

## دورة الحياة للجسيم
تعتبر العمليات الفيزيائية الرئيسية «المؤثرة» على جسيمات الغبار بين الكوكبي (آليات التدمير أو الطرد): الطرد بواسطة ضغط الإشعاع، والسحب الإشعاعي إلى الداخل بفعل ظاهرة بويتنتنغ-روبرتسون، وضغط الرياح الشمسية (مع آثار كهرومغناطيسية كبيرة)، والتسامي، والاصطدامات المتبادلة، والآثار الدينامية للكواكب.
يعتبر عمر هذه الجسيمات الغبارية قصيرًا للغاية مقارنةً بعمر المجموعة الشمسية. فعند وجود حبيبات غبارية حول أحد النجوم بعمر أقدم من 10 ملايين سنة تقريبًا، ستكون هذه الحبيبات بالضرورة نتجت مؤخرًا من بعض الأجزاء المتحررة من الأجرام الكبيرة هناك، أي أنه يستحيل أن توجد حبيبات غبارية باقية من القرص الكوكبي الأولي. وبالتالي، ستكون هذه الحبيبات ضمن غبار «الجيل المتأخر». يحتوي الغبار البروجي بالمجموعة الشمسية على 99.9% غبار جيل متأخر و0.1% غبار دخيل من الوسط بين النجمي. أُزيلت جميع الحبيبات الأولية، التي تعود إلى عصر تشكل المجموعة الشمسية، منذ زمن بعيد.
تُعرف الجسيمات التي تأثرت بضغط الإشعاع بشكل رئيسي باسم «نيزكيات بيتا». وتقل كتلة هذه الجسيمات عامةً عن 1.4 × 10−12 غرام، وتُدفع هذه الجسيمات إلى الخارج بعيدًا عن الشمس باتجاه الفضاء بين النجمي.